# Herakliusz Lisowski
Józef Lisowski herbu Jeż z przydomkiem Odrowąż, imię zakonne Herakliusz (ur. 1734 roku w Usaczu (województwo połockie), zm. 30 sierpnia 1809 roku w Orszy) – duchowny greckokatolicki, w 1783 mianowany arcybiskupem połockim, konsekrowany 18 kwietnia 1784. W lipcu 1806 przeniesiony na urząd metropolity kijowskiego i zwierzchnika unitów w Rosji.
Był synem Józefa herbu Jeż z przydomkiem Odrowąż i Konstancji z Łepkowskich.
Odznaczony Orderem Świętego Stanisława w 1787 roku.